# Menengai
Menengai är en sköldvulkan i Kenya med en av världens största kaldera. Den ligger i länet Nakuru, i den centrala delen av landet, 140 km nordväst om huvudstaden Nairobi. 
Runt Menengai är det tätbefolkat, med 550 invånare per kvadratkilometer. Närmaste större samhälle är Nakuru, 6,6 km söder om Menengai. Omgivningarna runt Menengai är en mosaik av jordbruksmark och naturlig växtlighet.